# Guy IV de Châtillon-Saint-Pol
 (mars 2017).
Si vous disposez d'ouvrages ou d'articles de référence ou si vous connaissez des sites web de qualité traitant du thème abordé ici, merci de compléter l'article en donnant les références utiles à sa vérifiabilité et en les liant à la section « Notes et références ».
Guy IV de Châtillon-Saint-Pol (né après 1254 - mort 6 avril 1317) est le plus connu des comtes de Saint-Pol (1292-1317) de la famille de Châtillon.
Il fut fait grand bouteiller de France par le roi Philippe IV le Bel le 25 mai 1296.

## Famille
Guy IV de Châtillon est le second fils de Guy III de Châtillon-Saint-Pol, comte de Saint-Pol et de Mahaut de Brabant. Il est le demi-frère de Robert II, comte d'Artois, cousin germain du roi de France Philippe III, et de Blanche d'Artois, mère de Jeanne de Navarre, reine de France.  Charles de Valois, frère du roi de France Philippe IV le Bel, était son gendre. Il était également le cousin germain de Gaucher V de Châtillon, connétable de France en 1302, et de Marie de Brabant, reine de France et épouse de Philippe III le Hardi. Il est l'arrière-grand-père de Jeanne de Bourbon, reine de France et épouse de Charles V de France.
Guy devient comte de Saint-Pol, seigneur de Doullens, d'Encre, et autres lieux par donation de son frère Hugues II de Châtillon.

## Labataille de Courtrai: 11 juillet 1302
L'armée française, commandée par son demi-frère le comte Robert II d'Artois, est constituée d'archers, de fantassins et de cavaliers. La cavalerie est composée de dix corps commandés entre autres par le connétable Raoul de Nesles, Godefroid de Brabant et Robert d'Artois ; Guy IV de Châtillon, comte de Saint-Pol, gouverneur de Flandre, commande l'arrière-garde laissée en réserve. Les hostilités donnent temporairement l'avantage à l’armée française.  Robert d'Artois, avec une partie des corps lorrains, bourguignons et champenois, s'engouffrent dans le marécage.  L'arrière-garde décide alors de rebrousser chemin. Le comte Robert d'Artois, Raoul de Nesle et son frère Guy de Nesle, maréchal de France, Jean de Burlats, les comtes d'Eu et d'Aumale et le chancelier Pierre Flote périssent dans la bataille qui fut remportée par les Flamands.  Après la mort de Raoul II de Clermont-Nesle, tué durant la bataille, Philippe IV de France nomme son cousin Gaucher V de Châtillon connétable de France.

## Labataille de Mons-en-Pévèle: 18 août 1304[3]
La victoire de la bataille de Mons-en-Pévèle fut attribuée à Guy IV de Châtillon, comte de Saint-Pol, avec la gloire d'avoir sauvé la vie du roi Philippe IV le Bel, en compagnie des comtes Charles de Valois et Louis d'Évreux. Il fut nommé depuis par le même roi, pour être l'un de ses exécuteurs testamentaires. Le Roi Louis le Hutin l'employa aussi dans plusieurs affaires importantes, et  le nomma exécuteur de son testament. 
Le tableau de cette bataille se trouve dans la galerie des Batailles du château de Versailles, peinte par Charles-Philippe Larivière, sur la demande de Louis-Philippe Ier.

## Mariage et descendance
Il avait épousé, le 22 juin 1292, Marie de Bretagne, morte le 5 mai 1339, seconde fille de Jean II de Bretagne, et  de Béatrice d'Angleterre, dont :
- Jean, comte de Saint-Pol, marié après 1319 avec Jeanne de Fiennes, sœur de Robert de Fiennes, connétable de France, fille de Jean de Fiennes et d'Isabelle de Dampierre[4] ;
- Jacques, seigneur d'Encre, mort sans postérité ;
- Mahaut, morte le 3 octobre 1358, troisième épouse de Charles de Valois, comte de Valois, fils puîné de Philippe III de France, roi de France, et d'Isabelle d'Aragon ;
- Béatrix, vivante en 1350, mariée, en 1315, à Jean de Termonde[5], seigneur de Crèvecœur et d'Alleux, fils de Guillaume de Termonde, et d'Alix de Clermont-Nesle[6] ;
- Isabeau, mariée, au mois de mai 1311, à Guillaume Ier de Coucy, seigneur de Coucy et de Marle, fils d'Enguerrand V de Coucy et de Christine Lindsay de Baliol ;
- Marie, mariée, en 1321, à Aymar de Valence, comte de Pembroke ;
- Éléonore, mariée à Jean III de Malet de Graville ;
- Jeanne, vivante en 1353, mariée à Miles Ier de Noyers, seigneur de Maisey-le-Duc, gouverneur du comté d'Artois pour le roi.

## Mort et sépulture
Le comte mourut le 6 avril 1317 et fut enterré à l'abbaye Notre-Dame de Cercamp (Pas-de-Calais).